# Johann Baptist von Franqué
Johann Baptist Franqué, ab 1840 Johann Baptist von Franqué (* 10. August 1796 in Mainz; † 14. Januar 1865 in Wiesbaden) war ein deutscher Mediziner und Referent in Medizinalangelegenheiten bei der Herzoglich Nassauischen Landesregierung in Wiesbaden.

## Leben
Johann Baptist Friedrich Anton Franqué studierte von 1814 bis 1817 an der Julius-Maximilians-Universität Würzburg und der Eberhard Karls Universität Tübingen Medizin und wurde 1817 in Tübingen mit seiner Dissertation De serpentium quorundam genitalibus ovisque incubitis promoviert. In Tübingen war er 1816 einer der Mitstifter der Tübinger Burschenschaft. Im Jahr 1818 bestand er das Nassauische Staatsexamen und wurde anschließend Medizinalakzessist in Idstein sowie Lehrer der Physik, Chemie und Tierarzneikunde am Nassauischen Institut für Landwirtschaft in Idstein. Johann Baptist Franqué, der 1821 Medizinalassistent und wenig später zum Medizinalrat ernannt wurde, wirkte ab dem Jahr 1835 während der Saison als Badearzt in Ems und wurde 1836 Obermedizinalrat und Referent in Medizinalangelegenheiten bei der Herzoglich Nassauischen Landesregierung in Wiesbaden. Am 7. März 1841 wurde Johann Baptist von Franqué geadelt, Nassauischer Adelsstand. Er war Mitherausgeber der Medizinischen Jahrbücher des Herzogthums Nassau.
Johann Baptist von Franqué wurde am 15. Oktober 1841 unter der Präsidentschaft von Christian Gottfried Daniel Nees von Esenbeck mit dem akademischen Beinamen Kreysig unter der Matrikel-Nr. 1490 als Mitglied in die Kaiserliche Leopoldino-Carolinische Deutsche Akademie der Naturforscher aufgenommen.
Er wurde mit dem Orden des Heiligen Wladimir 4. Klasse ausgezeichnet. Die Aufnahme durch Einverleibung in die Adelsmatrikel für das Königreich Bayern erfolgte am 6. Juni 1864.
Die Mediziner Heinrich von Franqué (1823–1851), Arnold von Franqué (1831–1868) und Otto von Franqué (1833–1879) waren seine Söhne. Der Gynäkologe und Geburtshelfer Otto von Franqué (1867–1937) war sein Enkel.

## Schriften
- De serpentium quorundam genitalibus ovisque incubitis. Dissertatio Inauguralis Anatomico-Physiologica, Fues, Tübingen 1817 (Digitalisat)
- Die Lehre von dem Körperbaue, den Krankheiten und der Heilung der Hausthiere. Schellenberg, Wiesbaden 1825 (Digitalisat)
- Die Seuche unter den Füchsen und andern Raubthieren in den Jahren 1823 bis 1826 nebst Bemerkungen über die ursprüngliche Wuthkrankheit der Thiere. Philipp Heinrich Guilhauman, Frankfurt am Main 1827 (Digitalisat)
- Der Bau des menschlichen Körpers. Handbuch für Volksschullehrer. Sauerländer, Frankfurt am Main 1832 (Digitalisat)
- Geschichte der Seuchen , welche in dem Herzogthume Nassau seit dem Ende des vorigen Jahrhunderts unter den Hausthieren geherrscht haben. Sauerländer, Frankfurt am Main 1834 (Digitalisat)
- Die Kurorte des Herzogthums Nassau im Jahre 1839. Klemann, Berlin 1840 (Digitalisat)
- Die Thermalquellen zu Ems. Ein Beitrag zur näheren Kenntniss ihrer Heilkräfte. Hassloch, Wiesbaden 1841 (Digitalisat)